# 転形問題
転形問題(てんけいもんだい、Transformation problem)は、マルクス経済学における価値の規定と価格の規定の間には矛盾が存在するのか否かを問題とした一連の論争を指す。訳語としては転化問題という用語が使われることもある。

## 論争の起源
マルクスはすでに『資本論』第一巻において、価値規定と平均利潤の間に「外見上の矛盾」があることを認めており、この矛盾は「多くの中間項」を経て解決されるものであるとしていた。マルクスの死後エンゲルスは『資本論』第二巻の序文においてこの問題を取り上げ、『資本論』第三巻では、「価値法則を損なわないばかりでなく、むしろ価値法則に基づいて」平均利潤が形成されることが成し遂げられるであろうことを約束し、これをめぐって多くの論争が巻き起こった。特にベーム・バヴェルクは、「約束は決して果たされなかったし、果たされるはずがない」と断言した。
さらに、『資本論』第三巻出版直後、ベーム・バヴェルクは『マルクス体系の終結』（1896年）と題する論文で自説の正当性を詳細に証明して見せた。この批判は、ヒルファーディングの反論にもかかわらずマルクスに批判的な経済学者にとっては、長い間有効な批判と考えられて来た。ヒルファーディングの反論は、後の転形論争の中では時に「歴史的転形」(historical transformation)と呼ばれることがあったように、転形問題を資本主義の発展過程での歴史的な変容であるかのように扱っている部分があり、価値と価格の同時的な成立を求めるベーム・バヴェルクの批判とは遂にかみ合うことはなかった。

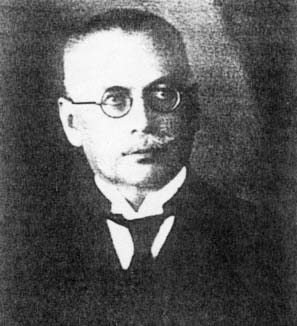
転形問題はボルトケヴィッチが示した説が発端となった。

20世紀に入って、ラディスラウス・ボルトケヴィッチが、この問題を再び取り上げ、マルクスに対する批判を数理的なアプローチにより展開したが、そこでは、平均利潤だけでなく、費用価格も転形問題として取り上げなければならないという点が、従来の論争において忘却されていることが指摘されていた。しかしながら、その指摘自体はあまり注目されることなくしばらく忘れ去られていた。

## 主たる論説
高須賀義博は、転形問題に対する論説は、大きくは歴史説と論理説に分けられると注意している。

### 歴史説
歴史=論理説とも呼ばれる。この説は、価値の生産価格への転形は、じっさいに歴史的に生じた過程を論理的に抽象したものであると解釈する。この考えは、最初、エンゲルスにより提唱され、ヒルファーディングがこの立場をとった。20世紀では、、ミークとネルがこの立場をとった。。日本では、小泉信三との論争において櫛田民蔵がこの立場をとった。
エンゲルスは、みずから編集した『資本論』第III巻への「補遺」において、ゾンバルトとシュミットの考えを批判し、「問題は、ここでは単に純粋な論理的過程に関するのみでなく、一つの歴史的過程に、またその思想における説明的反映に、すなわち歴史的過程の内的連関の論理的追及にかんする」ことを二人が理解していないとした。この主張を裏付けるものとして、エンゲルスはマルクスの遺稿「価値どおりの、または近似的に価値どおりの、諸商品の交換は、資本主義的発展の一定の高さを必要とする生産価格での交換よりも、はるかに低い一段階必要とする」を引いた。

### 論理説
論理説は、最初に、ヴェルナー・ゾンバルトとコンラッド・シュミットにより提起された。『資本論』第III巻の発表後であったから、かれらは「価値の概念的位相」を問題とし、「価値」概念は思想的・論理的にな事実であるとした。ゾンバルトは、「価値」は純粋な仮説であるとし、シュミットはそれは仮説ではあるが「論理的に必要な仮説」であると主張した。シュミットは、エンゲルスと親しい関係にあったが、エンゲルスは、この主張を却下した。
20世紀のマルクス経済学者の大部分は、論理説を取り、なんらかの意味でより基本的な概念である価値から生産価格の成立を説明しようとした。その根拠として多くの変種が現れたが、以下のものなどがある。
量的転化説
マルクスが『資本論』第III巻で説いたもので、総価値は総生産価格に等しく、総剰余価値は利潤の総額に等しいという総計一致の二命題に依拠する。
総計一致の命題は、転形計算の仕方により、一命題はつねに成立するようにできる。そのとき、なにを一致させるかについて主張が分かれた。また両者ともに成立ないならば、総計一致命題は棄却されるべきであるという意見もある。。
反復計算論
マルクスの転化計算を一度だけに止めず、多数回繰り返すと、生産価格に収束することに依拠する。置塩信雄、A.シャイク
単純な価値形成過程説
「単純な価値形成過程」とは、「資本によって支払われた労働力の価値が新たな等価物によって補填されるま転までしか継続しない」(『資本論』第I巻国民文庫版訳pp.340-41)価値形成、すなわち労働者が必要労働時間のみ働く経済をいう。このような経済においては、価値法則が厳密に成立することを主張する。宇野弘蔵が「労働価値説の論証」は「資本の生産過程において行なわれなければならない」として、考えたものはこの事態であると考えられる。
なお、単純単純な価値形成過程のみからなる経済は剰余のない生産体系となる。この体系は、P.スラッファの『商品による商品の生産』第1章「生存のための生産」(あるいは自己補填)と基本的に同型と考えられる。
転化不要説
置塩信雄は、(上記反復計算論などを唱えたことがあるが)総計一致二命題が維持しがたいことを認めて、価値から生産価格への転形を意義のないこととし、各産業が正の利潤率をもつとき、労働価値で計算すれば搾取率が正となることを示す(置塩によるマルクスの基本定理)だけで、転形にこだわる必要はないとした。
標準体系転化説
高須賀義博が唱えた。経済がフォンノイマン成長径路あるいはスラッファの標準体系にあると考えると、総計一致の二命題が成立する。マルクスは、暗にこうした経済での転化を考えていたと主張した。

## 転形論争
ポール・スウィージーが第二次大戦中に公刊した『資本主義発展の理論』(1942年)において、先のボルトケヴィッチの数理的なアプローチを、ボルトケヴィッチ自身の意図に反して、むしろ転形問題への有力な解決方法として取り上げたため、ここに転形論争が巻き起こった。森嶋通夫とカテフォレスは、この論争が「事実上経済学のあらゆる分野での最も長い論争のひとつ」と評価した。
永田聖二は「転形論争は、スウイージーの問題提起に発した1950年代の第1期と、1960年のスラッファ『商品による商品の生産』刊行の洗礼を受けたのち、『資本論』100周年を契機とする、いわゆるマルクス・ルネッサンスに触発されて展開された、1970年代の第2期に分けることができる」 としている。
第1期は、第二次大戦後しばらく主としてイギリスの『エコノミック・ジャーナル』誌上などを中心に行われた。その主な論客として、ドッブ、ウィンターニッツ、ミーク、シートンなどが知られている。
第2期は、1960年代から70年代にかけてであり、この論争は、ポール・サミュエルソン等もコメントを寄せるなどの広がりを見せ、今日に至っても多くの研究成果が発表されるフィールドとなっている。同時期には日本でも活発な論争が見られた。価値から生産価格への転形に当たって、マルクス自身は価値実体説に基づき、総資本対総労働の立場から妥当する労働価値論から個別資本の競争を考察する生産価格に転化しても、
- 総生産物の価値=総生産価格
- 総剰余価値=総利潤

の2命題が成立すると主張した しかし、これは総生産物と総純生産物とが比例する場合、あるいは労働価値と生産価格とが比例する場合(たとえば、資本の有機的構成が等しい場合)などの条件がない場合)には一般には成立しない。このような分析には森嶋通夫・置塩信雄ら数理マルクス経済学の貢献が大きかった。一時期、価値から生産価格を求める手続きの存在をもって、価値が生産価格より根本的なものであるという主張もあったが、これも任意の正ベクトルから出発しても同じ生産価格に収束することが示され、マルクスの当初の意図が実現しないことが判明した。
1980年代以降、欧米の転形論争は第3期に入ったといわれる。その中心議論は、新解釈New Interpretationおよび単一体系解釈Single System Interpretationである(Simultaneous SSIとTemporal SSIとの対立などといった当事者以外には理解しがたい対立まで生まれている)。LipietzやFoleyらは、マルクスの価値概念は総資本における「集計量」として捉えるべきものであり、個別商品の価値という概念を価値規定の中から排除している。
竹田茂夫 は、単一体系解釈は、労働価値説というより対応労働価値論と考えるのが公平であろうと指摘している。吉村信之 は、「単一体系に特有の概念は、必然的に、投下された労働が生産体系や賃金財にどのように反映されているのかという中身を欠いた、総付加価値(価格)と社会的労働との比率を示すそれ自体としては無内容な符号とならざるを得ない」(p.84)と批判している。「新解釈」および「単一体系解釈」は、日本でも研究されてつつあるが、批判的な論説もすくなくない。

## 日本における転形論争
日本では、すでに戦前に小泉信三と櫛田民蔵の間でベーム・バヴェルクとヒルファーディングの論争をほぼそのまま踏まえた論争が行われていた。
戦後においても欧米での転形論争の影響を受け、1950年代終わり頃から1970年代にかけて、主としてマルクス経済学者を中心にこの問題に対する研究成果が多く発表された。初期の論争に関するものとしては、櫻井毅の回顧がある。
転形問題に対するアプローチは、「歴史的転形」による解法を除けば、ボルトケヴィッチ・スウィージー以来の価値と価格の間の数理的な問題とするものと、価値体系と価格体系の相違の問題とするものがある。日本においては、前者のアプローチとしては置塩信雄の解法 が、後者のアプローチとしては「価値は価格としてしか現れ得ない」以上両者に矛盾はないはずであり、マルクスのそもそもの問いのたて方を疑問視する桜井毅等のものが知られている。
置塩信夫の立場では、労働価値と価格(交換価格あるいは生産価格)とは比例的である必要はない。任意の価格体系のもとに、労働者が購入する財(賃金財バスケット)の労働価値は、その購入に当たって働かねばならなかった労働時間より小さい(置塩による「マルクスの基本定理」。)
宇野弘蔵は、日本における『資本論』解釈における新境地を開拓し、いわゆる宇野学派を形成した。宇野は、「相対的価値にある商品にはその所有者があることを明確にしたほうがよい」 とし、価値実体の究明は価値形態の展開後に行なうべきものとした。宇野は、「資本家が労働者の剰余労働によって獲得する剰余価値は、各資本家によってその資本の額によって平均的に分配せられるために、その生産物は、その価値によらないでいわゆる生産価格によって売買させられることになる」 と結論付けたが、これは価値が生産価格へ転形する道筋を示しただけで、転形問題を解決するものではなかった。
宇野の後継者達は、宇野が残した曖昧な点を再解釈すべく、多くの論文を生産した。その中で注目されるのが、山口重克の「資本一般」論的観点と「競争」論的観点 という区別である。この区別に従えば、『資本論』第I巻と第II巻とは「資本一般」論的観点からの分析であり、第III巻は「競争」論的観点にたつものであり、価値や交換を見る視点もおのずから異なるものとなり、基本的には転形問題は存在しないものとなる。『資本論』第I巻は剰余価値の生産が問題であり、それは「資本一般」論的観点からなされる。このとき、労働者が賃金により買い戻す商品の労働価値が労働時間そのものより小さいことが剰余価値生産の必要十分条件となる。これは、置塩による「マルクスの基本定理」ほど明確なものではないが、基本定理とほぼ同様の事態を考察しているものである。近年、欧米で流行している単一体系説は、山口重克の区別を使えば、「資本一般」論的観点にたつ分析というに過ぎない。しかし、観点の相違を明確にしても、マルクスが『資本論』第I巻第一編で問題にした交換価値を規定するものとしての価値が労働価値とするとき、それが生産価格と比例しない問題は依然として残っている。
以上の状況にたいしユニークな主張を展開しているのが塩沢由典である。塩沢は、著書『リカード貿易問題の最終解決』 の第4章第1節において、なぜマルクス経済学系統の国際価値論が発展しなかったかの原因をマルクスの『資本論』にまでさかのぼって検討し、マルクスが価値実体として労働を取り出した推論過程そのものに問題があるとしている。『資本論』の当初の目的は、一定の抽象水準において、安定した交換価値を想定し、それを価値と呼んだはずなのに、いつのまにかその立場を離れて、交換価値と比例しない労働投入量自体を持ち込んだことが問題である。塩沢によると、労働力商品をのぞく諸商は、資本家の視点から交換比率を考えるべきであり、その観点を維持すると、労働価値ではなく、生産価格、より正確にはピエロ・スラッファが『商品による商品の生産』で定式化した価格=価値を始めから採用すべきであり、労働価値から生産価格への転形＝転化という問題は、そもそも成立しない。小幡道昭は、やや不明確ではあるが、『資本論』冒頭の価値論では、労働価値ではなく生産価格で十分であると考えている点で、塩沢の主張に近い

## 『資本論』形成史の謎
転形問題は、上に見るように、最終的に、擬似問題(pseudo problem)として決着したが、何故マルクスがこのような問題設定をせざるを得なかったかについての研究は、あまり進んでいない。その中で、高須賀義博は、マルクスの著作における「資本一般」概念とそれに対立する「競争」概念の変遷を追跡しており参考になる。高須賀によると、『要綱』と『経済学批判』には、価値論が不在である。ここでは、価格は上下運動するものの中心として捉えられ、「価値から価格への「上向」展開の視座が欠落している」。「「経済学批判」体系の最初に価値規定を行なわねばならないことにマルクスが気づくのは「要綱」執筆の最後においてであると」という。マルクスが、転期となるのは1861-63年の草稿にある。ここで、マルクスは「価値どおりの販売」という仮定を自覚的に導入した。これにより、資本一般と競争の対概念の内容が変化した『資本論』第III巻の主要草稿は『資本論』第I巻出版以前に書かれていたので、「価値どおりの販売」を前提するとき、その「価値」は生産価格でなければならないことはわかっていたはずである。それにもかかわらず、『資本論』第I巻で交換が価値どおりに行なわれるとき、その価値が労働価値であるとマルクスが考えたのは、ひとつの大きな謎である。

## 関連サイト
- Anwar Shaikh papers:
- Alan Freeman papers:
- Fred Moseley papers:
- Emmanuel Farjoun and Moshe Machover, Laws of Chaos; A Probabilistic Approach to Political Economy, London: Verso, 1983.
- Makoto Itoh, The Basic Theory of Capitalism.
- Gerard Dumenil & Dominique Levy papers
- Duncan Foley papers